# Лонг-Крік (Іллінойс)
Лонг-Крік (англ. Long Creek) — селище (англ. village) в США, в окрузі Мейкон штату Іллінойс. Населення — 1261 особа (2020).

## Географія
Лонг-Крік розташований за координатами 39°48′19″ пн. ш. 88°50′51″ зх. д. / 39.80528° пн. ш. 88.84750° зх. д. (39.805235, -88.847403).  За даними Бюро перепису населення США в 2010 році селище мало площу 7,32 км², уся площа — суходіл.

## Демографія
Згідно з переписом 2010 року, у селищі мешкало 1328 осіб у 515 домогосподарствах у складі 410 родин. Густота населення становила 181 особа/км².  Було 540 помешкань (74/км²).
Расовий склад населення:
| - 99,0 % — білих - 0,3 % — азіатів - 0,1 % — вихідців з тихоокеанських островів - 0,1 % — корінних американців |

До двох чи більше рас належало 0,4 %. Частка іспаномовних становила 0,8 % від усіх жителів.
За віковим діапазоном населення розподілялося таким чином: 22,1 % — особи молодші 18 років, 63,4 % — особи у віці 18—64 років, 14,5 % — особи у віці 65 років та старші. Медіана віку мешканця становила 45,4 року. На 100 осіб жіночої статі у селищі припадало 103,1 чоловіків;  на 100 жінок у віці від 18 років та старших — 98,3 чоловіків також старших 18 років.
Середній дохід на одне домашнє господарство  становив 95 171 долар США (медіана — 81 029), а середній дохід на одну сім'ю — 99 409 доларів (медіана — 79 219). Медіана доходів становила 58 981 долар для чоловіків та 39 545 доларів для жінок. За межею бідності перебувало 2,7 % осіб, у тому числі 4,2 % дітей у віці до 18 років та 2,5 % осіб у віці 65 років та старших.
Цивільне працевлаштоване населення становило 769 осіб. Основні галузі зайнятості: освіта, охорона здоров'я та соціальна допомога — 24,2 %, виробництво — 13,7 %, публічна адміністрація — 9,9 %, роздрібна торгівля — 8,8 %.